# 第63回ニューヨーク映画批評家協会賞
第63回ニューヨーク映画批評家協会賞は、1997年の優秀な映画に贈られた賞である。1997年12月11日に発表され、1998年1月4日に贈られた。

## 受賞
- 作品賞:
  - 『L.A.コンフィデンシャル』

- 主演男優賞:
  - ピーター・フォンダ - 『木洩れ日の中で』

- 主演女優賞:
  - ジュリー・クリスティ - 『アフターグロウ』

- 助演男優賞:
  - バート・レイノルズ - 『ブギーナイツ』

- 助演女優賞:
  - ジョーン・キューザック - 『イン&アウト』

- 監督賞:
  - カーティス・ハンソン - 『L.A.コンフィデンシャル』

- 脚本賞:
  - カーティス・ハンソン、ブライアン・ヘルゲランド - 『L.A.コンフィデンシャル』

- 撮影賞:
  - ロジャー・ディーキンス - 『クンドゥン』

- 外国語映画賞:
  - 『ポネット』（ フランス）

- ドキュメンタリー賞:
  - Fast, Cheap and Out of Control

- 第一回作品賞：
  - ニール・ラビュート - In the Company of Men